# Сугласник
Сугласник (такође и консонант) у фонетици назив је за глас који се ствара затварањем једног дела говорног тракта тако да ваздушна струја не пролази слободно од плућа до усана.
У фонолошком смислу појам сугласник се често користи за неслоготворне гласове или за полусамогласнике, тј. гласове које се фонетички сматрају самогласницима, али се понашају као сугласници у неком одређеном језику.
Сугласници у српском језику су:
- б, в, г, д, ђ, ж, з, ј, к, л, љ, м, н, њ, п, р, с, т, ћ, ф, х, ц, ч, џ, ш

## Подела сугласника према звучности
Сугласници се према звучности деле на:
- звучни: Б, Г, Д, Ђ, Ж, З, Џ
- безвучни: П, К, Т, Ћ, Ш, С, Ч, Ф, Х, Ц
- сонанти: М, В, Р, Л, Н, Љ, Њ, Ј (при њиховом изговору, као и при изговору самогласника, гласнице трепере, али се ипак ствара нека препрека. Ови гласови се називају гласници или сонанти.)

## Подела сугласника према месту изговора (творбе)
Сугласници се према месту изговора (творбе) деле на:
- уснени (лабијални)
  - двоуснени (билабијални): П, Б, М
  - уснено-зубни (лабиодентални): Ф, В
- зубни (дентални): Т, Д, С, З, Ц
- надзубни (алвеоларни): Л, Р, Н
- предњонепчани (палатални): Ј, Љ, Њ, Ћ, Ђ, Ш, Ж, Ч, Џ
- задњонепчани (веларни): К, Г, Х

## Подела сугласника према начину изговора (творбе)
Сугласници се према начину изговора (творбе) деле на:
- праскави: Бесни Консонанти Праскају, Траже Дубоке Гласове.
- сливени: Царева Ћерка Ђакона Части Џемом.
- струјни: Зечеви Скупљају Жирове, Шишарке, Флауте, Хлеб.
- носни: Наш Магарац Њаче.
- бочни: Лепа Љубав.
- треперни: било која реч на Р.
- полувокали: Врабац Једе.

## Етимолотија
Енглеска реч consonant потиче од латинског cōnsonant-, од cōnsonāns 'звучи заједно', калка грчког σύμφωνον sýmphōnon (множина sýmphōna, σύμφωνα).
Дионисије Трачанин назива сугласнике sýmphōna (σύμφωνα 'звучи са') јер се у грчком могу изговорити само са самогласником. Он их дели у две поткатегорије: hēmíphōna (ἡμίφωνα које су 'полузвучне', оне које су континуирани, и áphōna (ἄφωνος 'незвучан'), који одговарају плозивима.

## Сугласничкизвуции сугласничкаслова
Реч сугласник може се користити двосмислено за гласове говора и за слова абецеде која се користе за њихово писање. На енглеском, ова слова су сугласници B, C, D, F, G, J, K, L, M, N, P, Q, S, T, V, X, Z и често H, R, W, Y.
У енглеској ортографији, слова H, R, W, Y и диграф GH се користе и за сугласнике и за самогласнике. На пример, слово Y означава сугласник/полуглас  у речи yoke, самогласник  у myth, самогласник  у funny, дифтонг  на sky и формира неколико диграфа за друге дифтонге, као што су рецимо say, boy, key. Слично, R обично означава или модификује самогласник у неротичним акцентима.

## Сугласници наспрам самогласника
Сугласници и самогласници одговарају различитим деловима слога: Најзвучнији део слога (тј. део који је најлакше певати), који се зове слоговни врх или језгро, обично је самогласник, док су мање звучне маргине (зване почетак и кода) су типично сугласници. Такви слогови могу бити скраћени ЦВ, В и ЦВЦ, где Ц означава сугласник, а В означава самогласник. Може се тврдити да је ово једини образац који се налази у већини светских језика, а можда и примарни образац у свима њима. Међутим, разлика између сугласника и самогласника није увек јасна: у многим светским језицима постоје слоговни сугласници и неслоговни самогласници.
Једно мутно подручје је у сегментима који се различито називају полусамогласници, полусугласници или клизачи. На једној страни се налазе сегменти налик самогласницима који сами по себи нису слоговни, већ формирају дифтонге као део језгра слога, као i у енглеском boil . С друге стране, постоје апроксиманти који се понашају као сугласници у формирању почетака слога, али су артикулисани у знатној мери као самогласници, као y у енглеској речи yes . Неки фонолози их моделују као да су у основи самогласник , тако да би енглеска реч bit фонемски била , beet би била , а yield би фонемски била . Исто тако, foot би било , food би била , wood би било , а wooed би било . Међутим, постоји (можда алофонска) разлика у артикулацији између ових сегмената, при чему  у  yes и  yield и  од  wooed имају више сужења и одређеније место артикулација од  у  boil или  bit или  из  foot.

## Примери
Недавно изумрли убихски језик имао је само 2 или 3 самогласника али 84 сугласника; таски језик  има 87 сугласника према једној анализи, 164 према другој, плус неких 30 самогласника и тонова. Типови сугласника који се користе у разним језицима нису универзални. На пример, скоро свим аустралијским језицима недостају фрикативи; великом проценту светских језика недостају звучне стопе као што су , ,  као фонеме, иако се могу појавити фонетски. Већина језика, међутим, укључује један или више фрикатива, при чему је  најчешћи, и течни сугласник или два, при чему је  најчешће. Апроксимант  је такође широко распрострањен, и практично сви језици имају један или више назала, иако врло мали број њих, као што је централни дијалект ротокаског језика, немају ни толико. Овај потоњи језик има најмањи број сугласника на свету, са само шест.

### Чести случајеви
Најчешћи сугласници у ротичном америчком енглеском (то јест, они који се најчешће појављују током говора) су . ( је мање уобичајен у неротичким акцентима.) Најчешћи сугласник у многим другим језицима је .
Најуниверзалнији сугласници широм света (односно они који се појављују у скоро свим језицима) су три безвучна заустављања , ,  и два назална , . Међутим, чак ни ових уобичајених пет није потпуно универзално. На неколико језика у близини пустиње Сахаре, укључујући арапски, немају . Неколико језика Северне Америке, као што је мохошки, немају обе лабијале  и . Вичитском језику Оклахоме и неким западноафричким језицима, као што је ијоски, недостаје сугласник  на фонемском нивоу, али га користе фонетски, као алофон другог сугласника (од  у случају ијоског, и од  у вичитском). Неколико језика на острву Бугенвил и око Пјуџет Саунда, као што је макаски, немају у потпуности оба назала  и , осим у специјалним регистрима говора као што је говор беба. 'Језику кликања' Нǁнг недостаје , а колоквијалном самоанском недостају оба алвеолара,  и . Упркос 80-ак сугласника убихског, недостаје му обични веларски  у домаћим речима, као и сродном адишким и кабардијским језицима. Постоји неколико упадљивих изузетака, као што су шавантски и тахићански језик — који немају никакве дорзални сугласнике — скоро сви други језици имају бар један веларни сугласник: већина од неколико језика који немају једноставно  (тј. звук који се генерално изговара ) имају сугласник који је веома сличан. На пример, просторна карактеристика северозападне обале Пацифика је да је историјски *к постало палатализовано у многим језицима, тако да је санички, на пример, имао  и , али не и обично ; Слично томе, историјски *к у језицима северозападног Кавказа постало је палатализован у  у изумрлом убихском и у  у већини черкеских дијалеката.